# Botany Bay
För andra betydelser, se Botany Bay (olika betydelser).

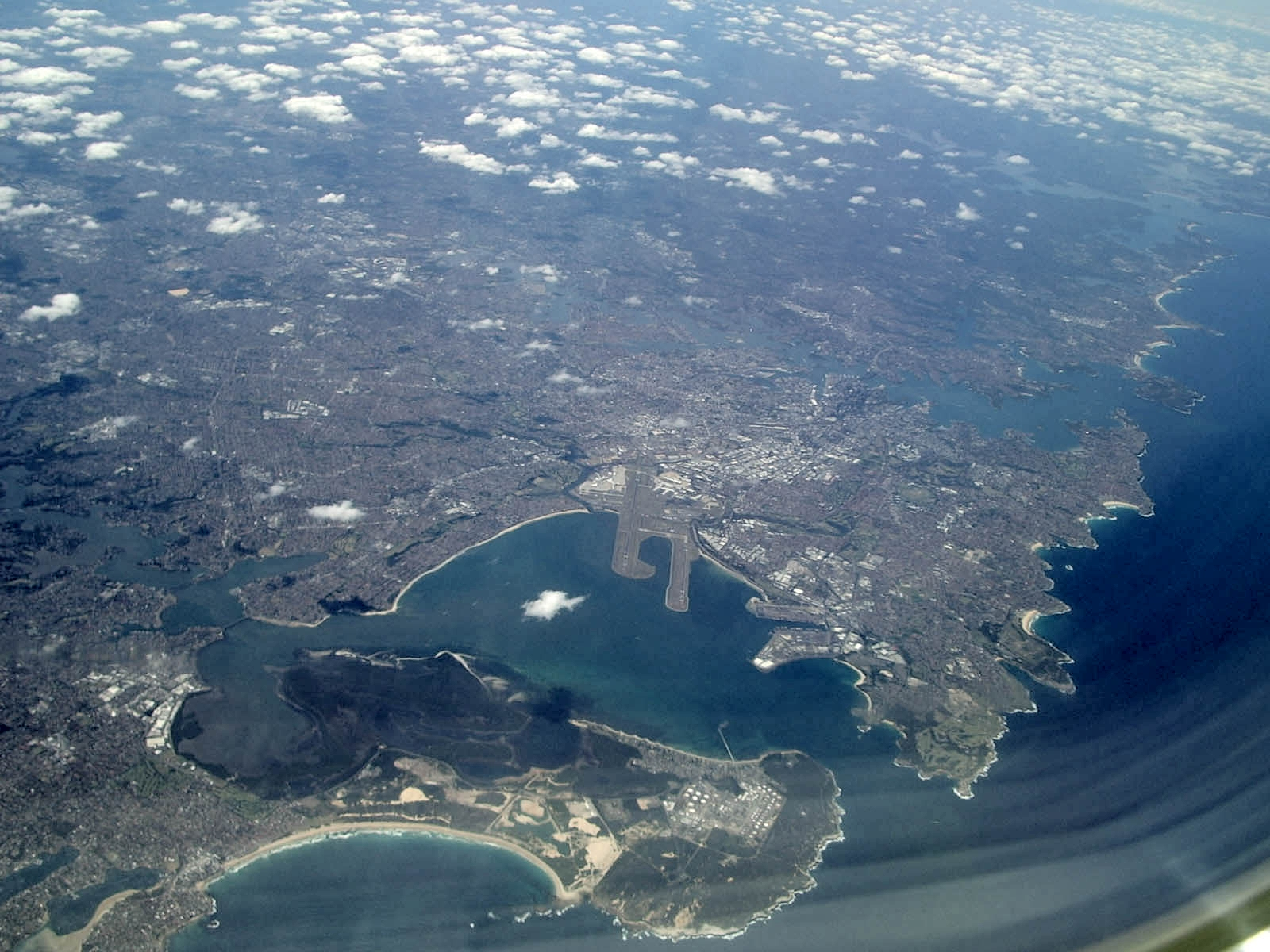
Flygfoto över Sydney med Botany Bay i förgrunden.

Botany Bay är en havsvik strax söder om centrala Sydney i Australien där den brittiske upptäcktsresanden James Cook landsteg 29 april 1770. Med på hans fartyg HMB Endeavour fanns även Joseph Banks och den svenske botanikern Daniel Solander. Den stora mängd botaniska fynd som gjordes på platsen ledde till namnet Botany Bay – engelska för "botanikviken".